# 鰻丸
鰻丸（うなぎまる、1977年3月8日 - ）は、日本の漫画家。大阪府出身。血液型はA型。

## 作品リスト

### 連載
- 私がお姉ちゃんなんだからね!（『FlexComixブラッド』[3]）

### 漫画単行本
- ダブルリップ（2007年9月19日発売[4]、〈メガストアコミックス〉コアマガジン、ISBN 978-4-86252-242-9）
- 私がお姉ちゃんなんだからね!〈フレックスコミックス〉ソフトバンククリエイティブ、全2巻
  1. 2010年9月11日発売、ISBN 978-4-7973-6140-7[5]
  2. 2011年6月10日発売、ISBN 978-4-7973-6554-2[5]
- 良い子のご褒美（2013年2月25日発売[4]、〈メガストアコミックス〉コアマガジン、ISBN 978-4-86436-420-1）
- 2番目に好きな人（2015年2月10日発売[4]、〈メガストアコミックス〉コアマガジン、ISBN 978-4-86436-739-4）

### ゲーム原画
- マネジ! シリーズ（開発：劇団近未来）